# Denis Žvegelj
Denis Žvegelj (Jesenice, 24 giugno 1972) è un ex canottiere sloveno, fino al 1992 jugoslavo.

## Palmarès

### Olimpiadi
- 1 medaglia:
  - 1 bronzo (Barcellona 1992 nel due senza[1])

### Mondiali
- 2 medaglie:
  - 1 argento (Vienna 1991 nel due senza[2])
  - 1 bronzo (Račice 1993 con la Slovenia.[1])